# Carlos Moreyra y Paz Soldán
Carlos Gregorio José Moreyra y Paz Soldán (* 17. November 1898 in Lima; † 16. November 1981 ebenda) war ein peruanischer Politiker, der zwischen 1956 und 1962 Zweiter Vizepräsident sowie zugleich von 1961 bis 1962 Premierminister war.

## Leben

### Agraringenieur und Minister
Carlos Gregorio José Moreyra y Paz Soldán war ein Sohn von Francisco de Paula Moreyra Riglos (1855–1942), der zwischen 1912 und 1913 Minister für Justiz und Unterricht war, und Luisa Paz-Soldán Rouaud. Sein älterer Bruder war der Historiker Manuel Moreyra y Paz Soldán (1894–1986). Nach dem Besuch des Colegio de la Inmaculada in Lima begann er ein Studium der Agrarwissenschaften an der Escuela Nacional de Agricultura y Veterinaria in Santa Beatriz und war nach dessen Abschluss als Agraringenieur tätig. Während seiner Studiums war er Präsident des Verbandes der Studenten der Agrarwissenschaften (Asociación de Estudiantes de Agricultura) und wurde 1933 Vizepräsident der Gesellschaft der Ingenieure (Sociedad de Ingenieros). Außerdem war er Vorstandsmitglied des Verbandes der Guanohersteller (Compañía Administrado de Guano) sowie der Landwirtschaftsgesellschaft (Sociedad Agraria). 
Während der ersten Amtszeit von Staatspräsident Manuel Prado y Ugarteche bekleidete Moreyra im Kabinett von Premierminister Alfredo Solf y Muro zwischen dem 8. Dezember 1939 und 1944 das Amt des Ministers für Entwicklung und öffentliche Arbeiten (Ministro de Fomento y Obras Públicas). Nach der Gründung eines eigenständigen Landwirtschaftsministeriums 1943 war er zugleich engster Berater des Präsidenten in Agrarangelegenheiten. Unter Staatspräsident Manuel Prado y Ugarteche war Moreyra y Paz Soldán von 1956 bis 1962 Zweiter Vizepräsident sowie zwischen 1961 und 1962 zusätzlich Premierminister.
Zusammen mit seinen Brüdern erbte er die alte Hazienda der Grafen von San Isidro, die sein Urgroßvater, José Gregorio Paz Soldán, 1853 erworben. Er war auch Eigentümer des Landgutes Santa Luisa, Anteilseigner der Sociedad Ganadera del Centro und Agrícola Pacasmayo SA sowie Präsident der Nationalen Agrargesellschaft (Sociedad Nacional Agraria). Zeitweise war er auch Präsident der 1912 gegründeten liberalen Tageszeitung La Crónica.

### Zweiter Vizepräsident und Premierminister
1956 trat Carlos Moreyra der von Manuel Prado neu gegründeten Peruanischen Demokratischen Bewegung (Movimiento Democrático Peruano) als Mitglied bei. Nachdem Manuel Prado y Ugarteche bei den Wahlen am 17. Juni 1956 erneut zum Staatspräsidenten gewählt wurde, fungierte er in Prados zweiter Amtszeit (28. Juli 1956 bis 18. Juli 1962) als Zweiter Vizepräsident (Segundo Vicepresidente de la República del Perú), während Luis Gallo Porras erster Vizepräsident war. Im Zuge von Verhandlungen zur Beilegung eines Grenzkonflikts mit Ecuador reiste er im Juli 1957 nach Rio de Janeiro, um den brasilianischen Vermittlern ein Memorandum mit den peruanischen Positionen zu überreichen.
Nach dem Rücktritt von Pedro Gerardo Beltrán Espantoso am 19. November 1961, wurde er 24. November 1961 zum Premierminister (Presidente del Consejo de Ministros) berufen. Er bekleidete dieses Amt bis zum Militärputsch am 18. Juli 1962. Er übernahm in seinem Kabinett zugleich vom 22. November 1961 bis zum 18. Juli 1962 den Posten des Landwirtschaftsministers (Ministro de Agricultura).
Aus seiner Ehe mit Leonor García Sayán gingen die drei Söhne Carlos Moreyra García Sayán, Francisco Moreyra García Sayán und Aurelio Moreyra García Sayán sowie die Tochter Leonor Moreyra García Sayán hervor.

## Veröffentlichungen
- Las Communicaciones y los Transportes en el Peru, 1944
- La obra de los Paz Soldán. Bibliografía, 1974
- Bibliografía regional peruana. Colección particular, 1976